# Quel grazioso canarino
Quel grazioso canarino (Ain't She Tweet) è un film del 1952 diretto da Friz Freleng. È un cortometraggio d'animazione della serie Looney Tunes, distribuito negli Stati Uniti il 21 giugno 1952. Il titolo originale è un gioco di parole sulla canzone "Ain't She Sweet", udibile in versione strumentale nei titoli di testa.

## Trama
Silvestro è fuori dalla vetrina di un negozio di animali che osserva Titti che canta. Dopo aver visto il gatto, l'uccello si avvicina a un topo e i due ridono di Silvestro, che in risposta lancia un mattone contro la finestra. Tuttavia, vedendo un poliziotto alle sue spalle, il gatto corre davanti al mattone e lo prende in faccia. Mentre Silvestro sta progettando di tagliare la vetrina con un tagliavetro, un fattorino porta via Titti per consegnarlo a casa della Nonna. Il gatto segue il fattorino e si precipita nel cortile, imbattendosi in un intero esercito di bulldog. Per tutto il giorno Silvestro compie svariati tentativi di arrivare a Titti, ma tutti falliscono e lui ogni volta finisce nelle grinfie dei cani. Silvestro decide quindi di aspettare fino al mattino presto per attraversare silenziosamente il cortile in punta di piedi. Ma alle 4 la sveglia suona svegliando i cani aggrediscono un'ultima volta il gatto, mentre Titti guarda con gioia.

## Distribuzione

### Edizione italiana
Il corto fu distribuito in Italia il 17 dicembre 1969 nel programma Silvestro e Gonzales: Dente per dente; il doppiaggio fu eseguito dalla S.A.S., ma fu rimossa la canzone cantata da Titti. Negli anni '80, per la trasmissione televisiva, il corto fu ridoppiato dalla Effe Elle Due sotto la direzione di Franco Latini su dialoghi di Maria Pinto; questi ultimi sono perlopiù differenti da quelli dell'edizione originale, e furono anche aggiunte alcune battute per Silvestro. Inoltre il doppiaggio fu realizzato senza utilizzare la colonna internazionale, quindi la musica presente durante i dialoghi fu rimossa e la canzone fu mantenuta in inglese. Nel 1999 fu eseguito un secondo ridoppiaggio per la televisione dalla Time Out Cin.ca, diretto da Massimo Giuliani su dialoghi di Raffaella Pepitoni. Tuttavia, l'unico DVD in cui è presente è Tweety & Silvestro, mentre negli altri è stato utilizzato il doppiaggio anni ottanta.

### Edizioni home video

#### VHS
America del Nord
- Sylvester & Tweety's Tale Feathers (1993)
- Looney Tunes: The Collector's Edition - A Looney Life (1999)

Italia
- Silvestro e Gonzales: Dente per dente - 1ª parte (1985)[6]

#### DVD
Il corto fu pubblicato in DVD-Video in America del Nord nel terzo disco della raccolta Looney Tunes Golden Collection: Volume 2 (intitolato Tweety and Sylvester and Friends) distribuita il 2 novembre 2004, dove è visibile anche con un commento audio di Greg Ford; il DVD fu pubblicato in Italia il 16 marzo 2005 nella collana Looney Tunes Collection, col titolo Titti e Silvestro. In America del Nord fu inserito anche nel primo disco della raccolta DVD Looney Tunes Spotlight Collection Volume 2, uscita il 2 novembre 2004. In Italia fu invece incluso nel DVD Il tuo simpatico amico Tweety uscito il 9 settembre 2009. Fu infine inserito nel DVD Tweety & Silvestro della collana Looney Tunes Super Stars, uscito in America del Nord il 30 novembre 2010 e in Italia l'8 dicembre.